# Trawiszka bodziszówka
Trawiszka bodziszówka (Agromyza nigrescens) – gatunek muchówki z podrzędu krótkoczułkich i rodziny miniarkowatych.
Gatunek ten opisany został w 1920 roku przez Friedricha Georga Hendela.
Larwy tych muchówek są beznogie i pozbawione puszki głowowej. Żerują minując liście bodziszków. Ponadto notowane z Erodium moschatum. Miny tworzone są na górnej stronie liścia. Mają barwę zielonkawobiałą. Początkowo mina jest korytarzowa i podąża mniej więcej wzdłuż brzegu blaszki liściowej. Później mina poszerza się, przybierając postać komorową. Granice między częścią pierwotną i wtórną pozostają dobrze widoczne. W części początkowej korytarza grudki odchodów układają się regularnie, natomiast w dalszych odcinkach chodnika bardziej nieregularnie.
Przepoczwarczenie następuje poza miną. Puparium jest ubarwione rudobrązowo, a tylne przetchlinki mają po trzy bulwki.
Pasożytują na niej błonkówki Chrysocharis amyite i Miscogaster hortensis.
Miniarka ta zasiedla Palearktykę od Wysp Kanaryjskich po Japonię. W Polsce wykazywana z dziko rosnących bodziszków.